# Oloplotosus torobo
Oloplotosus torobo és una espècie de peix de la família dels plotòsids i de l'ordre dels siluriformes.

## Morfologia
- Els mascles poden assolir 20 cm de longitud total.[1][2]

## Hàbitat
És un peix demersal, d'aigua dolça i de clima tropical.

## Distribució geogràfica
Es troba al llac Kutubu (Papua Nova Guinea).